# Omorgus rodriguezae
Omorgus rodriguezae is een keversoort uit de familie beenderknagers (Trogidae). De wetenschappelijke naam van de soort is voor het eerst geldig gepubliceerd in 2005 door Deloya.